# Сиджизмондо I Гонзага
Вижте пояснителната страница за други личности с името Сиджизмондо Гонзага.
Сиджизмондо I Гонзага (на италиански: Sigismondo I Gonzaga; * 1499; † 31 декември 1530) от рода Гонзага (клон Гонзага ди Весковато) е кондотиер и господар на Весковато (1527 – 1530).

## Произход
Той е четвъртият син на Джовани Гонзага (* 1474, † 1525), господар на Весковато и родоначалник на кадетския клон Гонзага ди Весковато, и на съпругата му Лаура Бентивольо († 1523). По бащина линя е внук на Федерико I Гонзага, маркграф на Мантуа, и на Маргарета Баварска, а по майчина – на Джовани II Бентивольо, господар на Болоня, и Джиневра Сфорца. Има четири братя и три сестри:
- Федерикo (* 1495, † 1545), свещеник и провост на Абатство „Сан Бенедето ин Полироне“ в Сан Бенедето По
- Франческo (* 1496, † 1523), съпруг на Лукреция Сфорца
- Алесандрo (* 1497, † 1527), кондотиер, господар на Весковато, съпруг на Иполита Сфорца ди Санта Фиора;,
- Джиневрa (* 1497, † 1570), монахиня, игуменка на манастира „Санта Паола“ в Мантуа
- Камилa (* 1500; † 1580), маркизш на Сан Секондо като съпруга на Пиер Мария III де Роси
- Елеонорa (* 1501, † 1502)
- Галеацo (* 1509, Мантуа; † 1562), поет и подест на Модена.

## Биография
Той е посветен в рицарство на 20-годишна възраст след избирането на Федерико II Гонзага за маркиз на Мантуа и избира военна кариера.
През ноември 1526 г., под командването на Шарл III дьо Бурбон, той ескортира топовете, изпратени от Алфонсо I д’Есте до Говерноло, които са използвани в битката при Говерноло, в която е ранен Джовани дале Банде Нере. През декември същата година, поради несъгласие с Федерико II Гонзага относно владението на някои територии във Веронската област, той е изгонен от всички територии на Гонзага.
През 1529 г. получава инвеститурата на феода Весковато от император Карл V. Около 1525 г. се жени за Антония Палавичини, дъщеря на Кристофоро Палавичини, господар на Бусето.

## Брак и потомство
∞ 1529 за Антония Палавичини († 1554), дъщеря на Кристофоро Палавичини, господар на Бусето, и на Бона дела Пустерла, от която има син и дъщеря:
- Лаура Гонзага, ∞ 1. за Джовани Тривулцио (* 1526, † 1549), маркиз на Боргоманеро 2. за Джан Джакомо Теодоро Тривулцио (* 1520, † 1577, Мелцо), кондотиер, от когото няма деца
- Сиджизмондо II Гонзага (* 1530, † 1567, Мантуа), кондотиер, наследява баща си, ∞ за Лавиния Рангони, дъщеря на кондотиера Гуидо II Рангони, господар на Спиламберто, и на поетесата Арджентина Палавичина, от която има петима сина